# Coppa Europa di tamburello indoor maschile
La Coppa Europa è la massima competizione continentale del tamburello Indoor.

## Descrizione
Si disputa annualmente e vi partecipano le migliori squadre maschili di club francesi, italiani, tedeschi, belgi, scozzesi, inglesi, irlandesi, spagnoli, austriaci, ungheresi e norvegesi.
La prima edizione di questo torneo si svolse nel 1993.
Nel torneo si gioca il tamburello indoor, ovvero il tamburello al coperto.

## Albo d'oro
| Anno | Campione                | Finalista             | Terzo Posto        | Sede                                 |
| ---- | ----------------------- | --------------------- | ------------------ | ------------------------------------ |
| 2012 | ASD Ragusa              | Florensac             | Tamburello Granada | Rovereto, Italia.                    |
| 2011 | Fulgur Bagnacavallo     | Florensac             | Tamburello Granada | Arles, Francia.                      |
| 2010 | Florensac               | GST Ragusa            | Tamburello Granada | Beauvais, Francia.                   |
| 2009 | AT E. Guerra Castellaro |                       |                    | Oristano, Italia                     |
| 2008 | AT E. Guerra Castellaro | La Penne sur Huveaune |                    | Lignano Sabbiadoro, (Udine), Italia. |
| 2007 | AT E. Guerra Castellaro |                       |                    | Colonia, Germania.                   |
| 2006 | GST Ragusa              |                       |                    | Mèze, (Montpellier), Francia.        |
| 2005 | Poussan                 |                       |                    |                                      |
| 2004 | GST Ragusa              | Florensac             | Budapest           | Madone, (Bergamo), Italia.           |
| 2003 | Poussan                 |                       |                    |                                      |
| 2002 | GST Ragusa              |                       |                    | Pignan, (Montpellier), Francia.      |
| 2001 | GST Ragusa              |                       |                    |                                      |
| 2000 | Pol. Tuenno             |                       |                    |                                      |
| 1999 | TC Balaruc              |                       |                    |                                      |
| 1998 | Fulgur Bagnacavallo     | La Penne sur Huveaune |                    |                                      |
| 1997 | Fulgur Bagnacavallo     | La Penne sur Huveaune |                    |                                      |
| 1996 | GST Ragusa              | La Penne sur Huveaune |                    |                                      |
| 1995 | Fulgur Bagnacavallo     | La Penne sur Huveaune |                    |                                      |
| 1994 | TC Cournonterral        |                       |                    |                                      |
| 1993 | Fulgur Bagnacavallo     |                       |                    | Montpellier, Francia.                |

## Vittorie per squadra
| Vittorie | Club                    |
| -------- | ----------------------- |
| 5        | GST Ragusa              |
| 4        | Fulgur Bagnacavallo     |
| 3        | AT E. Guerra Castellaro |
| 2        | Poussan                 |
| 1        | Pol. Tuenno             |
| 1        | TC Balaruc              |
| 1        | TC Cournonterral        |
| 1        | Florensac               |
| 1        | Fulgur Bagnacavallo     |